# 闯关东

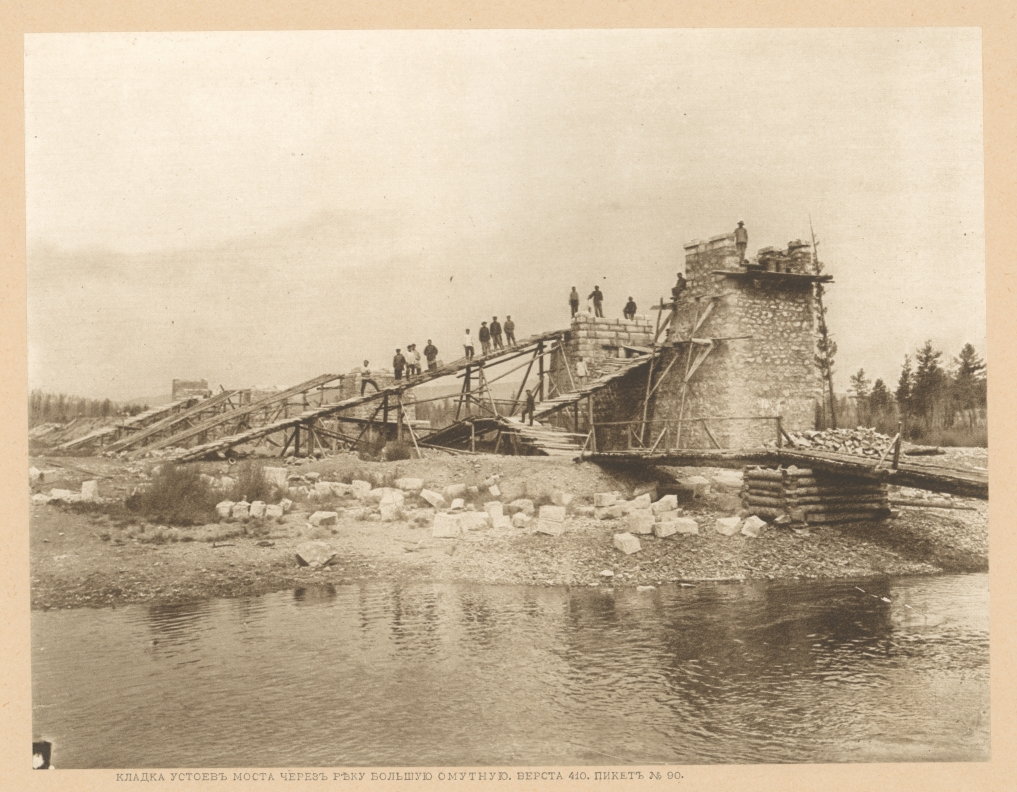
19世紀末的東北鐵路工程

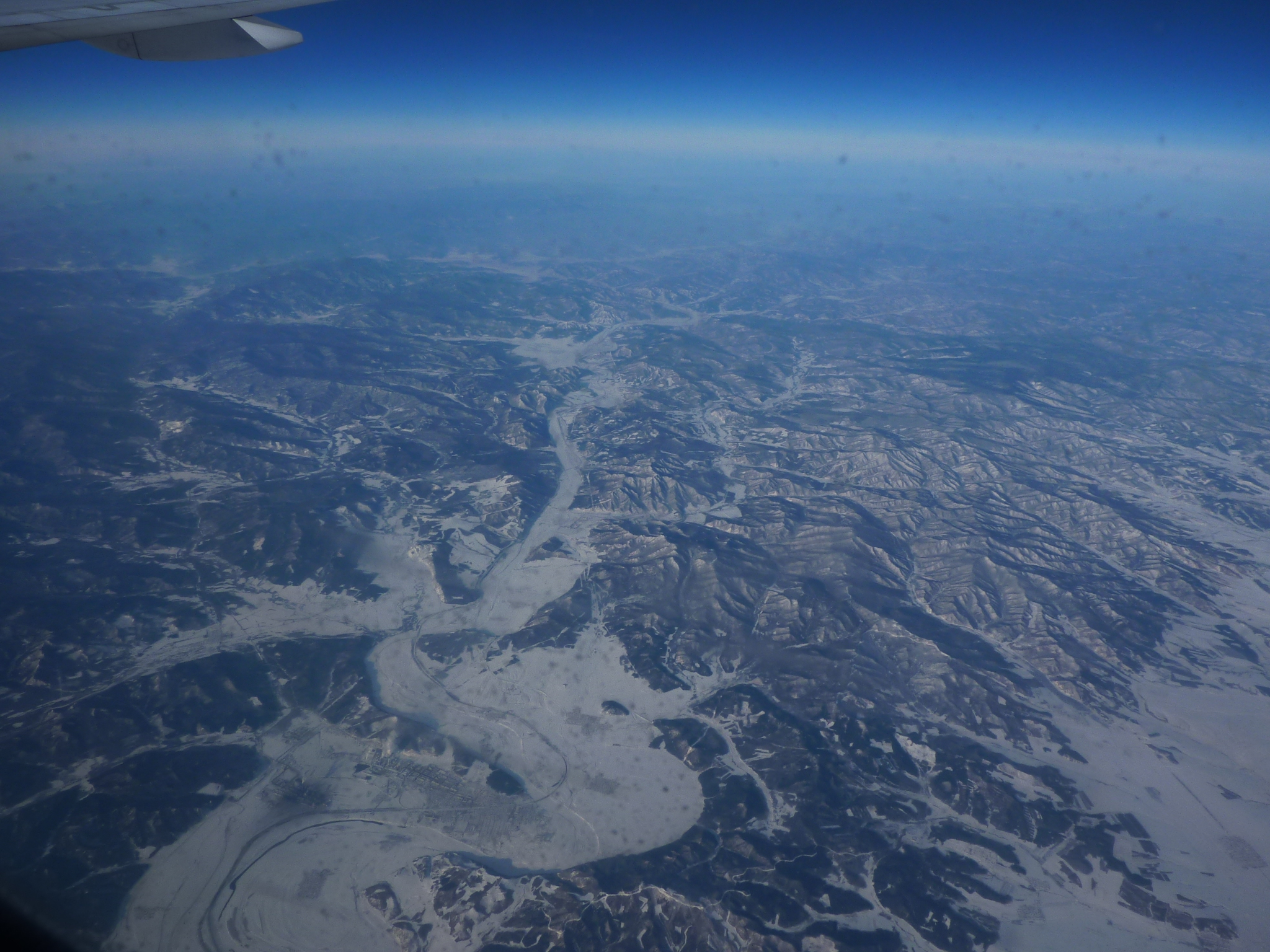
關東一帶空拍

闯关东，又称为「跑关东」，是中國近代史上华北地区人口向山海关以东的「关外」地区（现中国東北地區，國際上也称满洲）的移民現象，清代東三省因为被认为是滿洲人的“龙兴之地”而設柳條邊加以管制，禁止漢人隨意進入。清末，此时大幅扩张的俄羅斯帝國藉機兼併阿穆爾，致使清朝丟失外滿洲（又称外東北）土地，清廷為了「移民實邊」从此徹底放開对汉民的禁令，因為農作土地富饒，大批人口到此開荒種地。民國與滿洲國時期，也不斷有關內人口流入，東北一度成為當時中國最先進的地區之一。

## 歷史

### 明清時期
明万历四十四年（1616年），女真建州卫指挥使努爾哈赤发布七大恨，以十三副遺甲起兵反明，建立後金汗國。其統治初期對漢民實行懷柔招撫政策，但統治後期對轄內漢民亦推行過不少苛政，導致漢人無以維生，大部分成為農奴，許多漢人不堪忍受而出逃。其子皇太极繼位後，採取漢人壯丁與滿洲人分屯居住、攻陷城池時不殺降民、為降人編獨立戶籍、放寬對逃人的懲治等等舉措，使得後金內部滿漢矛盾得到有效緩解。皇太極將分離於滿洲八旗之外的漢人獨立創建為汉军八旗這一重炮兵部隊，使得旗下漢人充分地發揮出了自身的優勢、增強了八旗軍的戰鬥力。
皇太極之子福临（即順治帝）繼位後，清軍入關，先后消灭农民起义军和南明。順治八年（1651年）後，《遼東招民開墾令》、《遼東招民授官例》等相繼頒行，規定“凡招來新民，歸部遣官偕同縣官，城中每丁給地基二繩，約三丈（二日）於野，每丁給地五繩（二十五畝），永為民業”，同時免費為移民提供口糧和農機作物，另外還規定“至百名者文授知縣（县令），武授守備（相當於今军队的上尉）。六十名以上，文授州同、州判（相當於今副縣級），武授千總（相當於今中尉）”。順治十五年（1658年）還規定“還依開墾面積之多寡，決定地方官的升遷，或賜匾額，高懸門第，以示褒獎”。政策十分優惠，許多地方整村屯遷來，有的地方官率領而來，推動了屯墾。關內民人經由各種管道進入關東。实际上这些关内民人，大部分是早年间受明清战争影响而选择逃亡的辽东人，他们通过陆路前往直隶，通过海路前往山东，先前的经验使他们成为招垦条例下移民最多的人群。清廷或設立州縣，納民入籍；或將出關民人編入八旗。但當時中原動盪，南方還有明朝殘存勢力，在北京的清政權可能被覆滅的情況下，满人需要守住其可以退守的根據地滿洲。因此順治皇帝下令沿著明代遼東邊牆修築“柳條邊”，以分隔漢人較多的遼東和邊外的傳統女真祖居地。柳條邊東起鳳城，西至山海關下，挖土為溝，堆土為堤，在堤上插上柳條，築成籬笆，并駐兵把守，關內人只能憑官府發的印票出去，而這種印票平常并不印發。
康熙年間，清朝在中國的統治逐漸穩定下來，但爲了保住關東的滿洲風俗，防止滿人漢化，開始禁止漢人進入關東。但仍有零星移民遷移。康熙七年（1668年）开始在东北推行民族封禁政策，清政府宣布关闭山海关，改变了顺治朝的招垦政策。朝廷除禁止流民进入外，还下达了“逐客令”，让汉民离开。
康熙五十一年（1712年）開始實行“攤丁入畝”，取消人頭稅，放鬆對人口的控制，人口急劇增長，百十年間人口便翻一倍，人多地少的問題日漸尖銳，在中原地区尤其剧烈。
雍正（1723-1735）时期也继承了这一政策，但没有太严苛地追究，对于偷盗人参的人也是网开一面。到了乾隆（1736-1795）朝，这一禁令再次升级，乾隆帝还为汉民制定了离开的时间表，抗旨不遵者直接下狱，甚至就地处决。但由于关内人口膨胀、食物匮乏等因素，“闯关东”的人数仍呈增多的趋势。
乾隆皇帝曾發佈上諭，明確規定關東土地禁止耕種採伐，保留大片荒野以保持八旗騎射圍獵的風俗。自該道諭令開始，封禁關東正式納入國家法制，清政府加強對出關人員的盤查，在關東搜捕偷偷出關的漢人，一旦發現便立即遣送回原籍。
19世紀時，黃河下游水旱頻仍，餓殍遍野，清廷仍維持對關外的封禁政策。破产农民不顾禁令，冒着被惩罚的危险“闯”入关东。關內破產農民再次掀起闖關東的浪潮，尤其是丁戊奇荒時期，大批災民湧入關東，朝廷也默許，從此闖關東成為社會上生活困難者尋求出路的廣泛現象。
闖關東的移民主要来自山东和直隶，还有零星的其他地方移民，其中山东的登州府、莱州府、青州府及直隶的永平府最多。闖關東路線有兩條：一為陸路，從山海關、喜峰口、古北口等長城各關口出關，進入遼瀋；二為海路，從山東半島乘船到遼東半島，例如由煙台到大連只需一夜時間。移民在當地多以貿易、狩獵、淘金、採藥、墾荒等業務為生。

### 部分開禁到全面放開
1860年，面对俄羅斯帝國在《瑷珲条约》中吞併外滿洲與庫頁島，黑龙江将军特普钦上疏朝廷，呼吁开禁放垦，鼓励移民實邊，获得采纳。此後清廷在关东局部弛禁放荒，鼓励移民实边，以振兴关外的经济。最終在光緒年間的1897年全部开禁，完全廢除對關東的禁令，1907年設置東三省總督，管轄奉天、吉林、黑龍江三省。漢人移民不再需要偷偷摸摸進入關東，于是直隶（今河北）、山东等地区无地或者少地农民纷纷进入當時仍然地廣人稀的關東墾荒，移民關東愈演愈烈，形成高潮。到1910年，关东总人口增至1800万人。
根据有关数据的统计，清王朝统治中国的200多年间，大约有1000万流民从全国各地进入关外，占了关外总人口的一半还多。大量的流民涌入，给关外地区的社会风貌带来了巨大的影响。在关内移民涌入之前，山海关以外的地区居住的主要是满人，由于清廷的保护政策，他们与外界的交流相对较少，保持了相对独立且原始的满族文化传统。而大量来自内地的移民带来了许多内地的风俗与文化，这种风俗与文化在潜移默化中改变了关外满族的社会风俗，促成了满汉之间文化的交汇与融合。

### 奉系軍閥統治時期
到民國初年，奉系軍閥张作霖统治时期，為了大力发展东北地区，进行农业与工业的开发，不斷修建铁路，使闯关东达到高潮。其结果有：
- 新到關東的關內移民同原有的土生漢人及滿、蒙等民族不斷融合，形成了高度統一的，不同於關內漢族的，開放、大氣、包容的關東文化和民族統一體。

盛京醫院的創始人，蘇格蘭傳教士司督閣曾經在回憶錄里這樣描述道：

（奉天的）人們從古老的祖居地遷徙而來，各個省份的眾多家庭聚居在一起，保守偏見和迷信色彩明顯減少，地方觀念和習俗常常面臨著巨大的挑戰，最後，經過相互的密切交往，很多東西都彼此融合了。因此，從一般意義上來說，與那些居住在中國長城以南，仍然按照傳統方式生活的同胞們相比，滿洲人更樂於接受新鮮事物。

- 整個東北大部分地區風俗習慣及語言高度統一，地区分歧几可忽略，形成了統一且穩定的東北民系。
- 東北漢族文化带有一定的边疆气息，民風剽悍尚武，历史上曾经绿林横行，如有名的奉系首領張作霖，早年即出身江湖。
- 城市地区的多元文化特征显著，特别是原来的中东铁路和南满铁路沿线城市如哈爾濱、長春、瀋陽等，留下諸多俄國、日本和朝鮮文化影響的痕跡，特別是在一些語言詞匯和生活方式上。延邊地区因聚居大批当年朝鮮移民的后代，受朝鮮文化的影响更明显。

### 滿洲國時期
这个过程持续到1931年九一八事變之前，共有数百万关内农民移民到关东。日本在关东扶植清朝末代皇帝溥仪成立了滿洲國，滿洲國成立後，由關内向關東地區的移民達到了最高潮，來自中華民國統治區的移民源源不斷地湧入滿洲國。满洲国政府通过满蒙开拓团鼓励这种行为，并把这种移民作为「满洲无主论」的战争宣传的手段之一。以至根據1940年的人口普查數據，滿洲國總人口已經達到43,202,880人。
直至日本二戰投降前，從關內移民至東北的各國人口已超過兩千萬，東北過往的遍地原野成了田地，隨著人口聚集與日本資金的進入，形成了人煙稠密的村鎮以及工業化都市。

### 中華人民共和國成立以後
根据中华人民共和国建国初期的数据统计，东北地區四千余万人口中，有关内移民背景的人口为七百余万，约占东北地區全体人口的17%，这其中80%的人口来自山东省。中華人民共和國建国以后，中苏协商建设的156项重点工程大部位于东北，而三年困難時期对东北地區的影响相对也不严重，这又使得大量关内人民移民到东北地區，但这段时间的人口迁徙一般不再视为“闯关东”的一部分。

## 背景
“闯关东”有广义的与狭义的两个概念。有史以来山海关以内地区的民众出关谋生，皆可谓之“闯关东”，此为广义。狭义的“闯关东”仅指从清朝同治年间到1949年中華人民共和國成立这个历史时期内，關內的人民至关东谋生的历史。常见到的“闯关东”为狭义所指。
山海关城东门，界定着关外和關內，从清朝到民国数百年间，背井离乡的山东、河北等地区的关内人开始兴起了闯关东。清入关后严禁汉人进入东北“龙兴之地”垦殖——颁布禁关令。顺治曾告诫满洲贵族末路退往关东。满人倾族入关，关东人口剧减，清政府以“祖宗肇迹兴王之所”爲由，保护“参山珠河之利”，长期对关东实行封禁政策。自顺治朝开始，满境分段修千余公里“柳条边”篱笆墙——东北长城（柳条边墙、柳墙、柳城、条子边），康熙朝中期竣工。从山海关经开原、新宾至凤城南的柳条边曰“老边”；自开原东北到吉林市北曰“新边”（《辞海》）。故，在民间有“边裡人”、“边外人”的说法。
十九世纪中叶，虚掩的山海关大门敞开，流民潮涌，汹涌澎湃。人是文化和訊息的载体，人的流动实际上就是文化的流动。“闯关东”浪潮叠起，这些移民到了新的广阔天地，接受到了截然不同的、开放乐观的满洲本土文化，也随之入乡随俗，面貌上发生了改变。在清末苏格兰传教士司督阁的回忆录《奉天三十年》中可见一斑：

那些初来乍到的观察者会问：满洲人怎么可能是汉人呢？因为，无论去哪里，他都会看到奇怪的、别具一格的和非常有代表性的满人妇女的发式，从而被那闪闪发光的、银质的、镀金的和彩绘的装饰品所触动。她们穿着满人的长袍，而不是汉族妇女常穿的夹袄和裙子；她们用天足走路而不是如汉族妇女一样把脚裹成残疾像子一样走路。如此明显的满人风格，怎么可能是汉人呢？事实是她们不是满人，而是满洲人。
每年，移民仍然继续从山东、直隶和其他省份涌入满洲。在老家反对露齿而笑和留长指甲的妇女们解开小女儿一英寸宽的裹脚布，随着丈夫来到遥远的满洲，在天足大脚和面色红润的北方姐妹们中间住了下来。几年后，家中的姑娘们长大了。她们长着天足穿着满人的服装，等到了应该谈婚论嫁的年龄，还要按照满人风格盘起头发，因为她们已经是满洲人。

面对关内移民文化的扑面而来，关东文化不可能没有丝毫戒心，也不可能没有“土客”矛盾产生，如《黑龙江述略》载：“而雇值开垦，则山东省为多。每值冰合之后，奉吉两省，通衢行人如织，土著颇深恶之，随事辄相欺凌。”辽宁安广县（今吉林大安市新平安镇）也是一个例子，《安广县乡土志》记载：“县属未经设治以前，蒙古未谙耕种。徒资牧养，一片荒芜。嗣经汉民来境垦种，公旗得获租利。然因族类各异，言语不通，情意未能浃洽，蒙古多欺凌之，……迨光绪三十年（1904年），奏准委员勘荒，招户领地。客民闻风而至，……蒙古亦渐事稼穑。”

## 對民系和語言影響
這些關內移民在東北和當地的原住民融合，逐漸產生東北民系，但是这些關內移民来源多元，所說方言各不相同引起交流困難，所以都改用關東當地的旗人和土著民人所使用的遼東漢語，以方便交流，並根據移民來源多寡形成了東北官話在各地分佈的不同。比如哈阜片中零声母加n的特征，就来源于冀鲁官话保唐片。比較特殊的是，在黑龍江嘉荫县太平屯分佈有冀魯官話，是當年的东光县、曹县、泰安县等移民帶去的。而海路上的移民相互交流则形成了膠遼官話分布在辽东半岛和胶东半岛两地的情形。黑龍江省則受解放后来自辽宁安东县移民的影响，产生了膠遼官話二屯和虎林兩個方言島。

## 相關
- 電視劇《闖關東》
- 大車店

### 引用
1. 1 2 3 4  .  网络第三版. 2022-12-23. ISBN 9787520208581.
2. 1 2  李海滨, 李自典.  (PDF). 兰州学刊 (中国铁道博物馆&北京联合大学应用文理学院). 2013, (10)  [2019-05-25]. ISSN 1005-3492. （原始内容存档 (PDF)于2021-04-10）.
3. ↑  田洪兰.  (PDF). 《泰山晚报》. 2023-10-20.

### 文献
- 《中国档案精粹·黑龙江卷》，香港零至壹出版有限公司